# Sheila Sri Prakash
Sheila Sri Prakash (6 de julio de 1955 - Bhopal) es la primera mujer que consigue crear, mantener y dirigir su propio despacho de arquitectura en la India. Colabora con el Foro Económico Mundial como asesora en diseño sostenible y ha trabajado también en el mundo de la danza, la pintura y la escultura. Reconocida como intelectual, ha participado en varias conferencias internacionales sobre sus especialidades y ha patrocinado concursos de arte para jóvenes como tarea educativa.
Fue considerada una niña prodigio por la precocidad con que se inició en la danza clásica. Por eso su familia se mudó a Chennai para darle más oportunidades y que se pudiera formar como bailarina con los maestros más reputados. Desde muy pequeña se interesó por las artes tradicionales y cuando se graduó como arquitecta, incorporó a sus primeros proyectos rasgos locales para reivindicarlos. Esta característica sería constante en sus edificaciones futuras, donde fue incorporando progresivamente otros intereses, como el respeto y la integración con la naturaleza, como en sus diseños para recoger el agua de lluvia y la atención a las clases más desfavorecidas -por ejemplo en su diseño de casas de construcción rápida para refugiados-. Más adelante se añadió al grupo Zonta International, una organización que trabaja para mejorar la condición de la mujer en el mundo. En esta entidad proclamó el derecho a tener una cultura propia India que represente a la mujer en este país sin modelos importados de Occidente.
Basa su trabajo como arquitecto en el principio de la reciprocidad con el entorno, si se utilizan sus materiales, serán devueltos según unos parámetros preestablecidos. Esta reciprocidad se aplica también al entorno cultural y social. Por eso su arquitectura ha sido tachada como garante de la sostenibilidad holística. Creó una fundación que lleva su nombre (Shilpa Foundation) para expandir estos principios a otros creadores. Desde allí estudia también el impacto de las edificaciones en las comunidades, analizando la importancia de los servicios, de los monumentos emblemáticos, de los materiales y las técnicas empleadas y de la alteración del espacio en la vida cotidiana de la gente. Es una firme defensora de la planificación urbanística como herramienta para disminuir las desigualdades sociales y sus recomendaciones se han convertido oficiales en varios estados indios. Produjo y dirigió una película, A Dancer's Dialog with Thanjavur Brihadeeswara, donde detalla sus principios.